# Кроуфорд (округ, Джорджія)
Шаблон:StateAbbr_ 32°43′ пн. ш. 83°59′ зх. д. / 32.71° пн. ш. 83.98° зх. д.
Округ Кроуфорд (англ. Crawford County) — округ (графство) у штаті Джорджія, США. Ідентифікатор округу 13079.

## Історія
Округ утворений 1822 року.

## Демографія
За даними перепису
2000 року
загальне населення округу становило 12495 осіб, усе сільське.
Серед мешканців округу чоловіків було 6262, а жінок — 6233. В окрузі було 4461 домогосподарство, 3457 родин, які мешкали в 4872 будинках.
Середній розмір родини становив 3,14.
Віковий розподіл населення поданий у таблиці:
| Стать    | До 15 років | 15-21 | 22-29 | 30-39 | 40-49 | 50-65 | 65-85 | Понад 85 |
| -------- | ----------- | ----- | ----- | ----- | ----- | ----- | ----- | -------- |
| Чоловіки | 1480        | 629   | 613   | 1016  | 965   | 1050  | 472   | 37       |
| Жінки    | 1386        | 557   | 623   | 1013  | 1013  | 1000  | 564   | 77       |

## Суміжні округи
- Монро – північ
- Бібб – схід-північний схід
- Піч – схід-південний схід
- Тейлор – південний захід
- Мейкон – південь
- Апсон – північний захід

## Виноски
1. ↑  U.S. Decennial Census. United States Census Bureau. Архів оригіналу за 26 квітня 2015. Процитовано 20 червня 2014.
2. ↑  Historical Census Browser. University of Virginia Library. Архів оригіналу за 11 серпня 2012. Процитовано 20 червня 2014.
3. ↑  Population of Counties by Decennial Census: 1900 to 1990. United States Census Bureau. Архів оригіналу за 2 лютого 2019. Процитовано 20 червня 2014.
4. ↑  Census 2000 PHC-T-4. Ranking Tables for Counties: 1990 and 2000 (PDF). United States Census Bureau. Архів оригіналу (PDF) за 18 грудня 2014. Процитовано 20 червня 2014.
5. ↑  State & County QuickFacts. United States Census Bureau. Архів оригіналу за 5 вересня 2015. Процитовано 20 червня 2014.(англ.) Наведено за англійською вікіпедією.
6. ↑  American FactFinder. Бюро перепису населення США. Архів оригіналу за 29 липня 2011. Процитовано 31 січня 2008.

| США | Це незавершена стаття з географії США. Ви можете допомогти проєкту, виправивши або дописавши її. |